# Leptoiulus saltuvagus
Leptoiulus saltuvagus är en mångfotingart som först beskrevs av Karl Wilhelm Verhoeff 1898.  Leptoiulus saltuvagus ingår i släktet Leptoiulus och familjen kejsardubbelfotingar. Utöver nominatformen finns också underarten L. s. alnivorus.